# Moeritherium

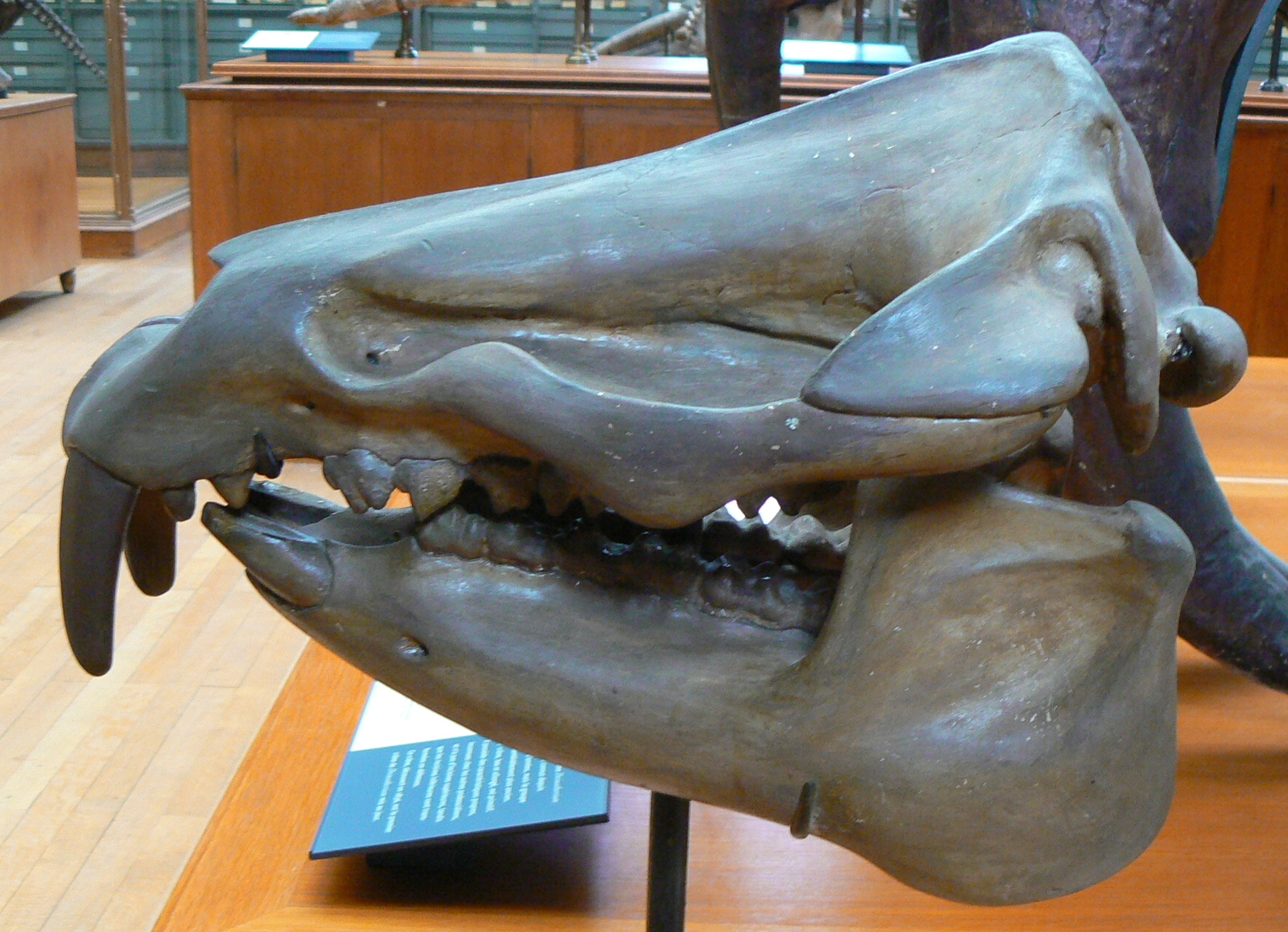
A Moeritherium lyonsi koponyája

A Moeritherium az emlősök (Mammalia) osztályának ormányosok (Proboscidea) rendjébe, ezen belül a monogenerikus Moeritheriidae családjába tartozó fosszilis nem.

## Előfordulása
A késő eocén ormányosainak egyik korai képviselői, a Moeritherium-fajok voltak. Körülbelül 37-35 millió évvel éltek ezelőtt. Az állatok Észak- és Nyugat-Afrikában voltak elterjedtek.

## Megjelenése
A Moeritherium marmagassága körülbelül 70 centiméter, testhossza 2,3 méter és testtömege 235 kilogramm lehetett. Az állat lába eléggé rövid volt, testfelépítése hasonlított a törpe víziló testfelépítésére. Az állat ormánya csak akkora lehetett, mint a mai tapíré, inkább egy mozgatható orr volt. Füle és szeme eléggé fent helyezkedtek el a fejen. Fogazata arra utal, hogy jobbára vízi növényekkel táplálkozhatott. Agyarai kicsik, csak néhány centiméteresek voltak.

## Életmódja
Eme emlősnem fajai a vízi életmódhoz alkalmazkodtak, de a szárazon is jártak. Az eocén afrikai tavait, folyóit és mangrove-erdeit népesítették be. A mai vízilovak szerepét töltötték abban az időben.

## Rendszerezés
A nembe az alábbi 5 faj tartozik:
- Moeritherium andrewsi Schlosser, 1911[6]
- Moeritherium chehbeurameuri Delmer et al., 2006[7]
- Moeritherium gracile C.W. Andrews, 1902
- Moeritherium lyonsi C.W. Andrews, 1901 – típusfaj; szinonimája: Moeritherium ancestrale
- Moeritherium trigodon C.W. Andrews, 1904

## Neve és rokonsága
A Moeritherium magyarul azt jelenti, hogy: „a Moeris tavi szörnyeteg”. Régebben a Moeritherium-fajokat tartották az ormányosok őseinek. Újabban úgy tekintik, hogy nincs mai leszármazottja ennek a nemnek. Az eocénben a Moeritheriidae család mellett ott voltak a Palaeomastodontidae család fajai is.

## Lelőhelyei
Moeritherium maradványokat találtak az egyiptomi El Fayoumnál, valamint Észak- és Nyugat-Afrikában.

### Fordítás
- Ez a szócikk részben vagy egészben  a   Moeritherium című angol Wikipédia-szócikk ezen változatának fordításán alapul.  Az eredeti cikk szerkesztőit annak laptörténete sorolja fel. Ez a jelzés csupán a megfogalmazás eredetét és a szerzői jogokat jelzi, nem szolgál a cikkben szereplő információk forrásmegjelöléseként.